# Hrabstwo Darke
Hrabstwo Darke (ang. Darke County) – hrabstwo w stanie Ohio w Stanach Zjednoczonych. Obszar całkowity hrabstwa obejmuje powierzchnię 600,29 mil2 (1 554,74 km²). Według danych z 2010 r. hrabstwo miało 52 959 mieszkańców. Hrabstwo powstało 3 stycznia 1809 roku i nosi imię Williama Darkea - oficera podczas rewolucji amerykańskiej.

## Sąsiednie hrabstwa
- Hrabstwo Mercer (północ)
- Hrabstwo Shelby (północny wschód)
- Hrabstwo Miami (wschód)
- Hrabstwo Montgomery (południowy wschód)
- Hrabstwo Preble (południe)
- Hrabstwo Wayne, Indiana, (południowy zachód)
- Hrabstwo Randolph, Indiana, (zachód)
- Hrabstwo Jay, Indiana, (północny zachód)

## Miasta
- Greenville

## Wioski
- Ansonia
- Arcanum
- Bradford
- Burkettsville
- Castine
- Gettysburg
- Gordon
- Hollansburg
- Ithaca
- New Madison
- New Weston
- North Star
- Osgood
- Palestine
- Pitsburg
- Rossburg
- Union City
- Versailles
- Wayne Lakes
- Yorkshire